# François Bancelin
François Bancelin, né le 26 septembre 1632 à Metz et mort le 16 décembre 1703 à Berlin, pasteur protestant et professeur de théologie.

## Carrière en France
François Bancelin fit ses études à Montauban. En 1661, il devint pasteur de l'église réformée de Meaux. Il se maria la même année avec Anne Fleury, fille du pasteur de Metz, Paul Fleury. Il ne put se maintenir pasteur à Metz, en raison d'un règlement qui stipulait que le nombre de pasteurs pour la ville ne devait pas dépasser quatre, or il était le cinquième à désirer s'installer à Metz. Il dut y renoncer et fut nommé dans la ville de Thouars.
La cité de Thouars, fief protestant, était le domaine de la famille de La Trémoïlle. François Bancelin y fit venir sa femme et leur fils Paul, qu'il retrouva à Paris. Ils restèrent à Thouars jusqu'en 1669, année où il put revenir à Metz en raison de la mort de son beau-père, le pasteur Paul Fleury. 
François Bancelin exerça son ministère religieux jusqu'à la révocation de l'édit de Nantes par le roi Louis XIV en 1685.

## Carrière en Allemagne
Ayant quitté la France, il rejoignit l'émigration messine à Berlin à la suite de la révocation de l'édit de Nantes. Il devint pasteur à Francfort-sur-l'Oder pendant quatre ans pour la nombreuse communauté d'Huguenots ayant fui leur pays.
En 1689, il exerça sa mission pastorale à Berlin. Il exerça comme inspecteur au collège français de Berlin.
Il mourut le 16 décembre 1703 à Berlin. Son épouse mourra deux mois plus tard.

## Succession
- Son fils aîné, né à Metz, Paul Bancelin fut étudiant à Saumur. Après la révocation de l'édit de Nantes, il émigra comme la majorité des Huguenots. Il devint capitaine-lieutenant de la Compagnie du marquis de Montpouillan à Utrecht.
- Son second fils, né à Thouars, Henri-Charles, fit ses études à Genève et devint pasteur au temple français de Francfort-sur-l'Oder.